# Gemma Whelan
Gemma Whelan (Leeds, 23 de abril de 1981) es una actriz y humorista británica  conocida por su papel de Yara Greyjoy en la serie de la cadena de televisión HBO, Juego de tronos.

## Biografía
Gemma nació en Leeds, pero creció en Tierras Medias. Estudió en la preparatoria femenina The King's High School en Warwick, y en la academia de danza y teatro London Studio Centre.

## Carrera
Además de ser actriz y humorista, Whelan también es bailarina profesional y es muy hábil en los estilos de tap y jazz; es miembro de la compañía de danza The Beaux Belles, con sede en Londres.
Como humorista ganó el Funny Women Variety Award para monólogos en 2010. En la pantalla, interpretó papeles secundarios en varias películas y programas de televisión, incluyendo Los viajes de Gulliver y El hombre lobo en 2010.
En agosto de 2011, fue elegida como Yara Greyjoy (basado en el personaje de Asha Greyjoy de las novelas de George R. R. Martin, Canción de Hielo y Fuego) en la segunda, tercera, cuarta, sexta y séptima temporadas de la serie de televisión de fantasía-drama de HBO, Juego de tronos.
Se presentó en el Edinburgh Fringe del 2013, con su espectáculo cómico Chastity Butterworth and the Spanish Hamster. 
En 2014, abrió el primer y único episodio del programa de entrevistas The Chastity Butterworth Show para la BBC Radio 4, personificando a Chastity Butterworth.
En 2017, interpretó a Karen Matthews en la segunda parte del drama televisivo The Moorside, basado en el secuestro de Shannon Matthews.
Apareció como Marian Lister en la serie Gentleman Jack del 2019.

## Vida privada
Dio a luz a su primera hija en octubre de 2017. Tuvo otro hijo después. Reside en Londres con sus hijos y su marido, el actor y comediante Gerry Howell.

## Filmografía

### Cine
| Año  | Título                 | Personaje        | Director(a)     |
| ---- | ---------------------- | ---------------- | --------------- |
| 2010 | El hombre lobo         | Gwen's Maid      | Joe Johnston    |
| 2010 | Los viajes de Gulliver | Lilliputian Rose | Rob Letterman   |
| 2016 | Prevenge               | Len              | Alice Lowe      |
| 2020 | Emma                   | Mrs. Weston      | Autumn de Wilde |

### Televisión
| Año                 | Título                                    | Personaje            | Notas                    |
| ------------------- | ----------------------------------------- | -------------------- | ------------------------ |
| 2006                | The Enforcers                             | Holly                |                          |
| 2009                | 10 Minute Tales                           | Enfermera            | 1 episodio               |
| 2010                | The Persuasionists                        | Josephine            | 2 episodios              |
| 2011                | Threesome                                 | Wendy                | 1 episodio               |
| 2011                | Living Doll                               | Moaning Mona         |                          |
| 2011                | For the Win                               | Varios               | Piloto                   |
| 2012                | Ruddy Hell! It's Harry & Paul             | Hija                 | 1 episodio               |
| 2012                | Cardinal Burns                            | Claire               |                          |
| 2012–2014 2016–2019 | Game of Thrones                           | Yara Greyjoy         | Recurrente, 16 episodios |
| 2013                | The Day They Came to Suck Out Our Brains! | Desconocido          | 1 episodios, miniserie   |
| 2013                | Nick Helm's Heavy Entertainment           | Varios               |                          |
| 2013                | Claudia O'Doherty Comedy Blaps            | Sarah                | 3 episodios, miniserie   |
| 2014                | Live at the Electric                      | Chastity Butterworth | Temporada 3              |
| 2014                | Siblings                                  | Ruth                 |                          |
| 2014                | Badults                                   | Juliet               | Episodio: "Neighbours"   |
| 2014                | Mapp and Lucia                            | Quaint Irene Coles   |                          |
| 2014–presente       | Almost Royal                              | Narradora            |                          |
| 2015                | Uncle                                     | Veronica             | Temporada 2              |
| 2015                | Not Safe for Work                         | Davina               | 1 episodio               |
| 2015                | Murder in Successville                    | Enfermera Adele      | Temporada 1              |
| 2016                | Upstart Crow                              | Kate                 | 6 episodios              |
| 2016                | Horrible Histories                        | Enid Blyton          |                          |
| 2016                | Morgana Robinson's The Agency             | Kat Cassidy          | 4 episodios              |
| 2016–2017           | Hetty Feather                             | Ida Battersea        |                          |
| 2017                | Decline and Fall                          | Diane Fagan          | 2 episodios              |
| 2017                | The Moorside                              | Karen Matthews       | 2 episodios, miniserie   |
| 2017                | The Crown                                 | Patricia Campbell    | 1 episodio               |
| 2017                | Queers                                    | Bobby                | Temporada 1, episodio 7  |
| 2017                | The End of the F***ing World              | Eunice               | 8 episodios              |
| 2019                | Gentleman Jack                            | Marian Lister        |                          |
| 2020                | Killing Eve                               | Geraldine            | Temporada 3              |
| 2021                | Inside No. 9                              | Columbina            | "Wuthering Heist"        |